# Лаодикійський собор

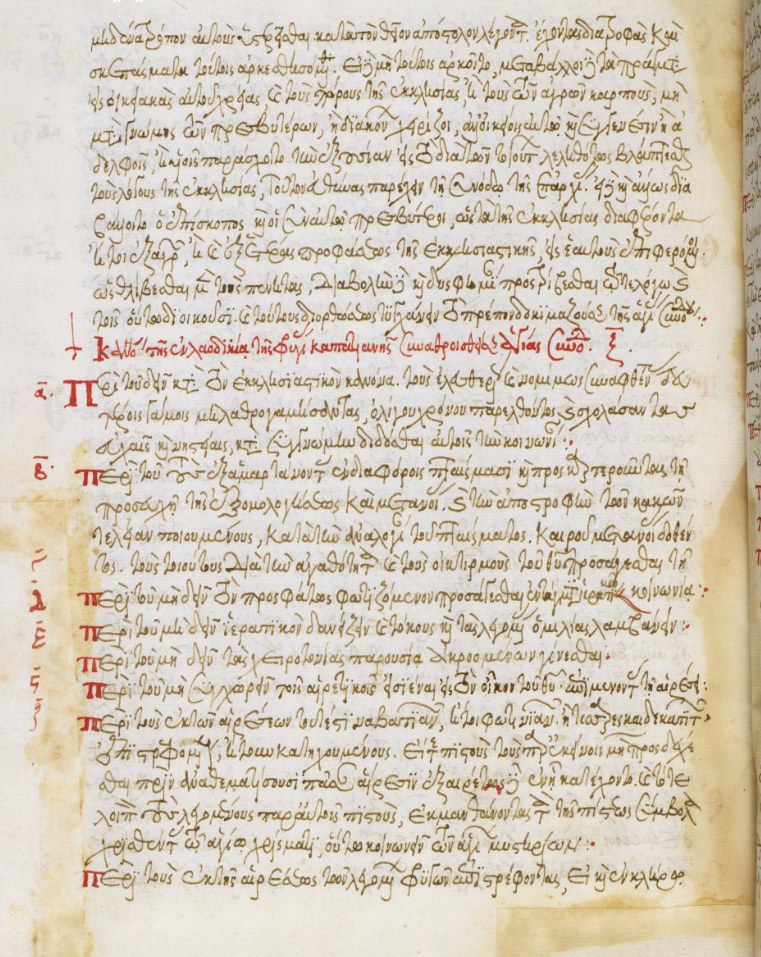
Правила Лаодикійського собору. Грецька рукопис, листопад 1600 року. Британська бібліотека.

Лаодикійський собор (грец. Σύνοδος ἐν Λαοδικείᾳ τῆς Φρυγίας) — помісний собор християнської церкви, що відбувся близько 360 року в місті Лаодикія (Мала Азія).

## Історія
Якщо врахувати, що у другому правилі Шостого Вселенського собору Лаодікійський собор, який відбувся в 343 році, згадується раніше Сардикійского, то, цілком ймовірно, що цей собор проходив не пізніше 343 року.
Зокрема, в інших джерелах зазначено, що він збирався за кілька років до Першого Вселенського Собору.
Собор склав 60 правил щодо питань церковного управління і християнського благочестя. 59-те правило забороняє читання в храмах біблійних книг, не позначених в соборній постанові, а наступним 60-м правилом визначає біблійний канон Старого і Нового Завітів в наступному списку:
Читати личить книги ці, Старого завіту: 1 Буття світу. 2 Вихід з Єгипту. 3 Левіт. 4 Числа. 5 Второзаконня. 6 Ісуса Навин. 7 Судді, Рут. 8 Естер. 9 Царств перша і друга. 10 Царств третя і четверта. 11 Хронік перша і друга. 12 Ездри перша і друга. 13 Книга псалмів ста п'ятдесяти. 14 Притчі Соломона. 15 Екклісіаст. 16 Пісня пісень. 17 Іов. 18 дванадцять пророків. 19 Ісайя. 20 Єремія, Варух, плач і послання. 21 Єзекіїля. 22 Даниїла. Нового ж Завіту, євангелій чотири: від Матвія, від Марка, від Луки, від Іоанна; Діяння апостольські; послань соборних сім отакі: Якова єдине, Петра два, Іоанна три, Юди одно: Послань Павлових чотирнадцять: до Римлян єдине, до Коринтян два, до Галатів єдине, до Ефесеем єдине, до Филип'ян єдине, до Колосян єдине, до Солунян два, до Євреєїв єдине, до Тимофія два, до Тита єдине, і до Филимона єдине.
Даний список у відношенні старозавітних книг повторює юдейський Ямнійський канон, за винятком доданих книги пророка Варуха, послання Єремії і 2-ї книги Ездри. Біблійний канон Лаодикійського собору не отримав широкого розповсюдження, і при визначенні списку книг Святого Письма церква стала керуватися 85-м Апостольським правилом і Посланням Афанасія Великого, які включають до складу Біблії в Старому Завіті 50 книг і в Новому Заповіті 27 книг.
Також собор закріпив практику здійснення миропомазання відразу після здійснення хрещення (правило 48-е).
Крім того, собор засудив як єретиків тих, хто не молиться Ісусові Христу, а молиться лише ангелам, шануючи їх за творців і правителів світу (правило 35-е). Поява цього правила пояснюють виникненням єресі, прихильники якої стверджували, що людина недостойна звертатися безпосередньо до Христа, а має закликати в молитві ангелів, однак молитву до ангелів він не забороняє.